# Jaflong

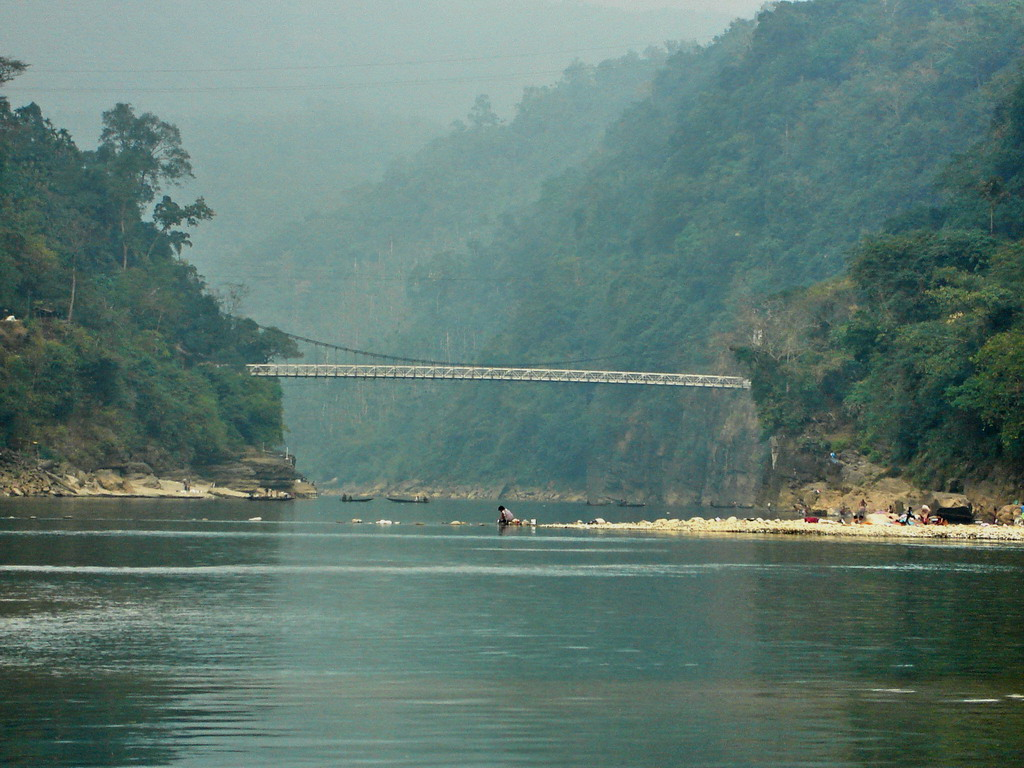
Fiume Piyain, Jaflong, Sylhet

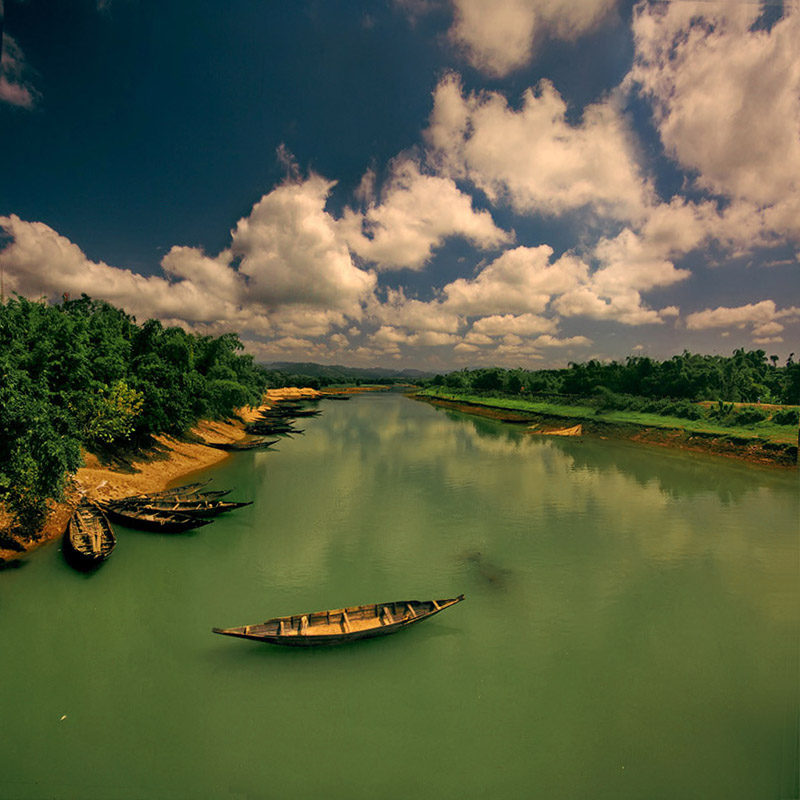
Jaflong attrae i turisti per il suo ambiente naturale

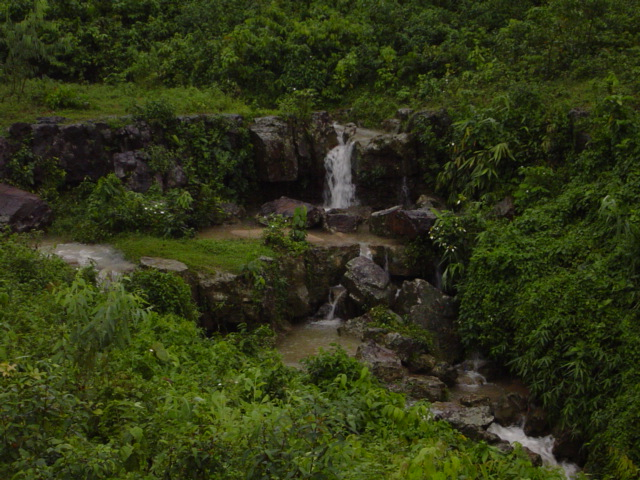
Cascata Aakhta

Jaflong (in bengali জাফলং) è una hill station ed una località turistica situata nella Divisione di Sylhet, in Bangladesh. Si trova nell'Upazila Gowainghat nel Distretto di Sylhet, al confine tra il Bangladesh e lo Stato indiano del Meghalaya, coperto da montagne subtropicali e foreste pluviali. Jaflong è nota per le sue raccolte di pietre ed è la terra della tribù Khasi.

## Geografia

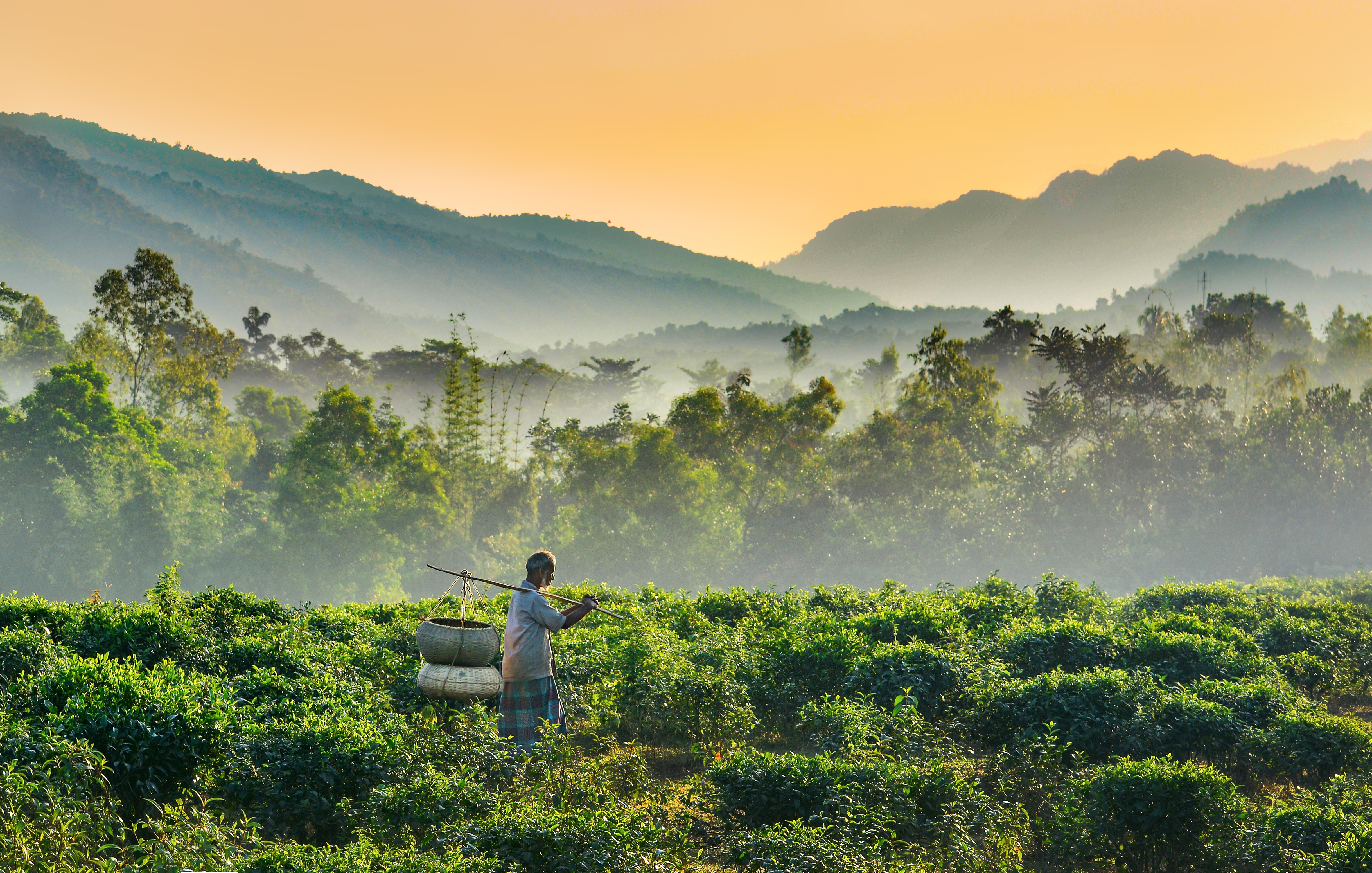
Piantagioni di tè

Jaflong è una località turistica nella Divisione di Sylhet. Dista circa 60 km dalla città di Sylhet e ci si arriva in due ore di macchina. Si trova tra giardini di tè e colline ed è vicina al Fiume Sari, al centro del Monte Khashia.

## Attrazioni
- Raccolta di pietre arrotondate
- Vita tribale variopinta
- Khasia Rajbari (Palazzo del re)
- Fiumi Dauki e Piyain[3][4]
- Piantagioni di tè
- Piantagioni di aranci e jackfruit
- Giardini di foglie di betel e noci di areca
- Dauki Bazar

## Estrazione delle pietre

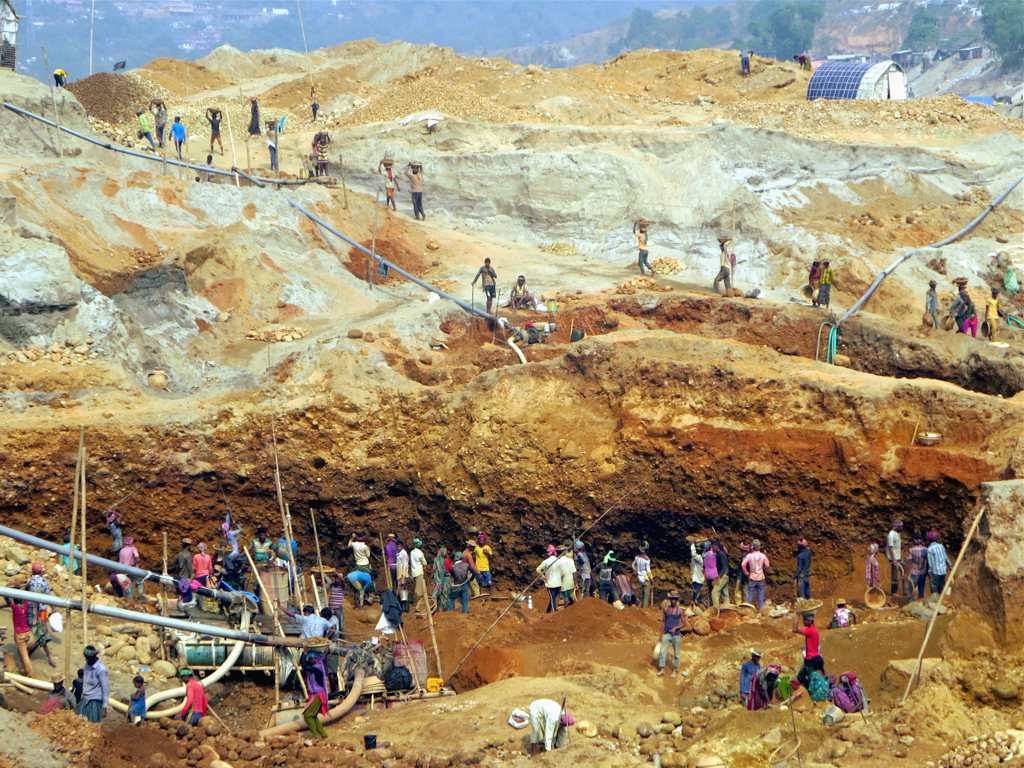
Estrazione delle pietre dal letto del fiume Goyain a Jaflong

Gli accaparratori di terra occuparono terreno governativo e riserve forestali per estrarre le pietre, tagliando piccole colline e inquinando così l'ambiente di Jaflong. Stabilirono anche mulini di frantumazione nella foresta senza il permesso del governo.

## Programma di forestazione

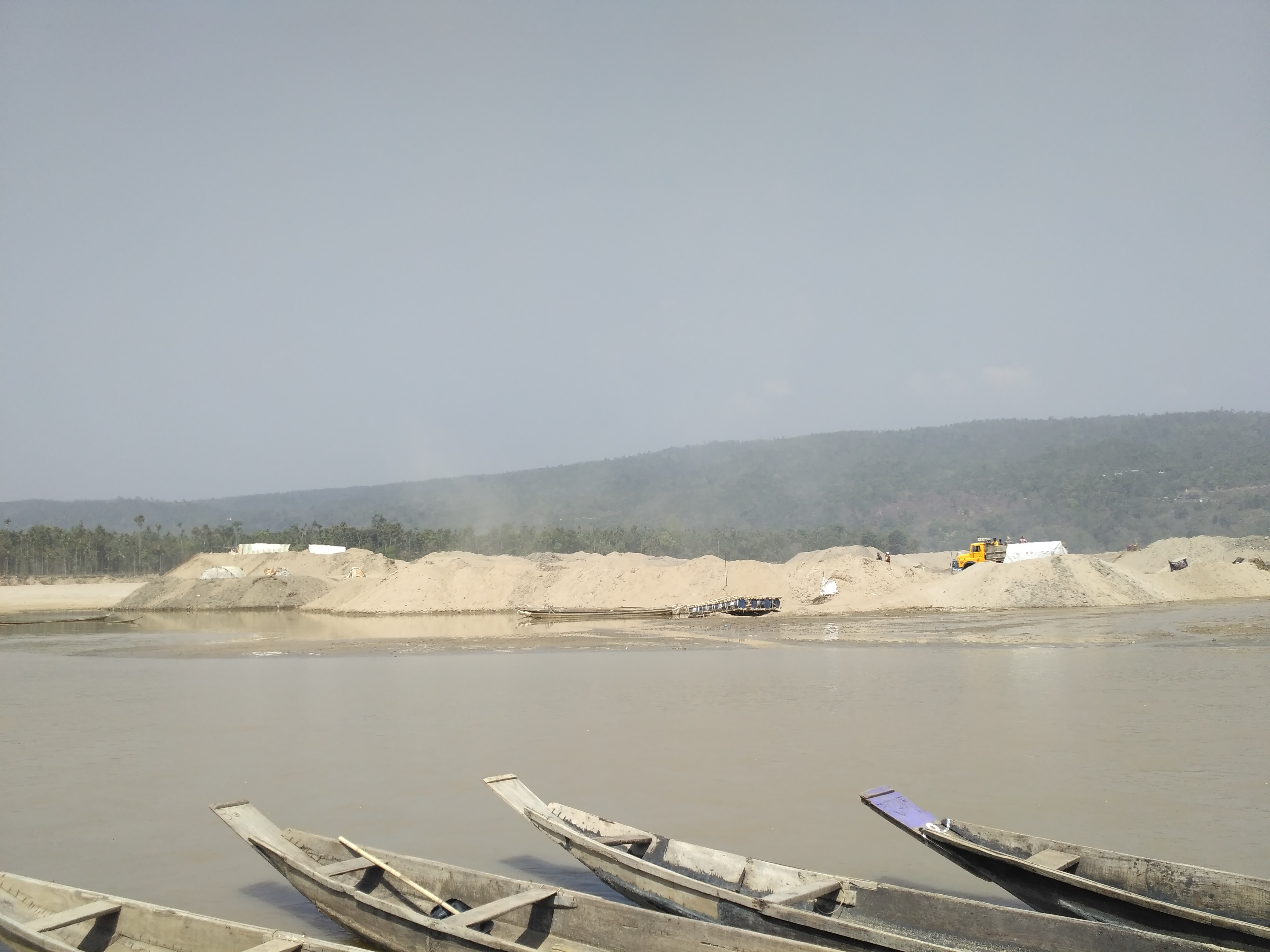
Vista del fiume a Jaflong

All'inizio del 2005, Laskar Muqsudur Rahman, vice conservatore delle foreste (Sylhet Forest Division) osservò che Jaflong che aveva sentito nella sua infanzia come i 'polmoni' di Greater Sylhet era in pericolo a causa delle invasioni in corso e della creazione di mulini di frantumazione non autorizzati. Prese così iniziative per recuperare la terra e creare un parco ricreativo-botanico chiamato Jaflong Green Park. La prima pietra di fondazione del parco verde tematico di Jaflong è stata posata dallo stesso Laskar Muqsudur Rahman, con la collaborazione del personale forestale locale guidato dalla guardia forestale Mohammad Ali. Tuttavia, all'inizio si è trattato di un compito impegnativo a causa dei conflitti locali e dei vincoli procedurali. Il programma di forestazione nel Jaflong Green Park è stato avviato sotto la supervisione delle forze congiunte della Jaflong Foundation e del dipartimento forestale. Essi hanno intrapreso congiuntamente il programma di forestazione occupando circa 100 ettari di terreno. Nell'ambito del programma vari tipi di alberi, tra cui l'ibrido Akash-moni, sono stati piantati nel parco per mantenere l'equilibrio ecologico.

## Galleria d'immagini

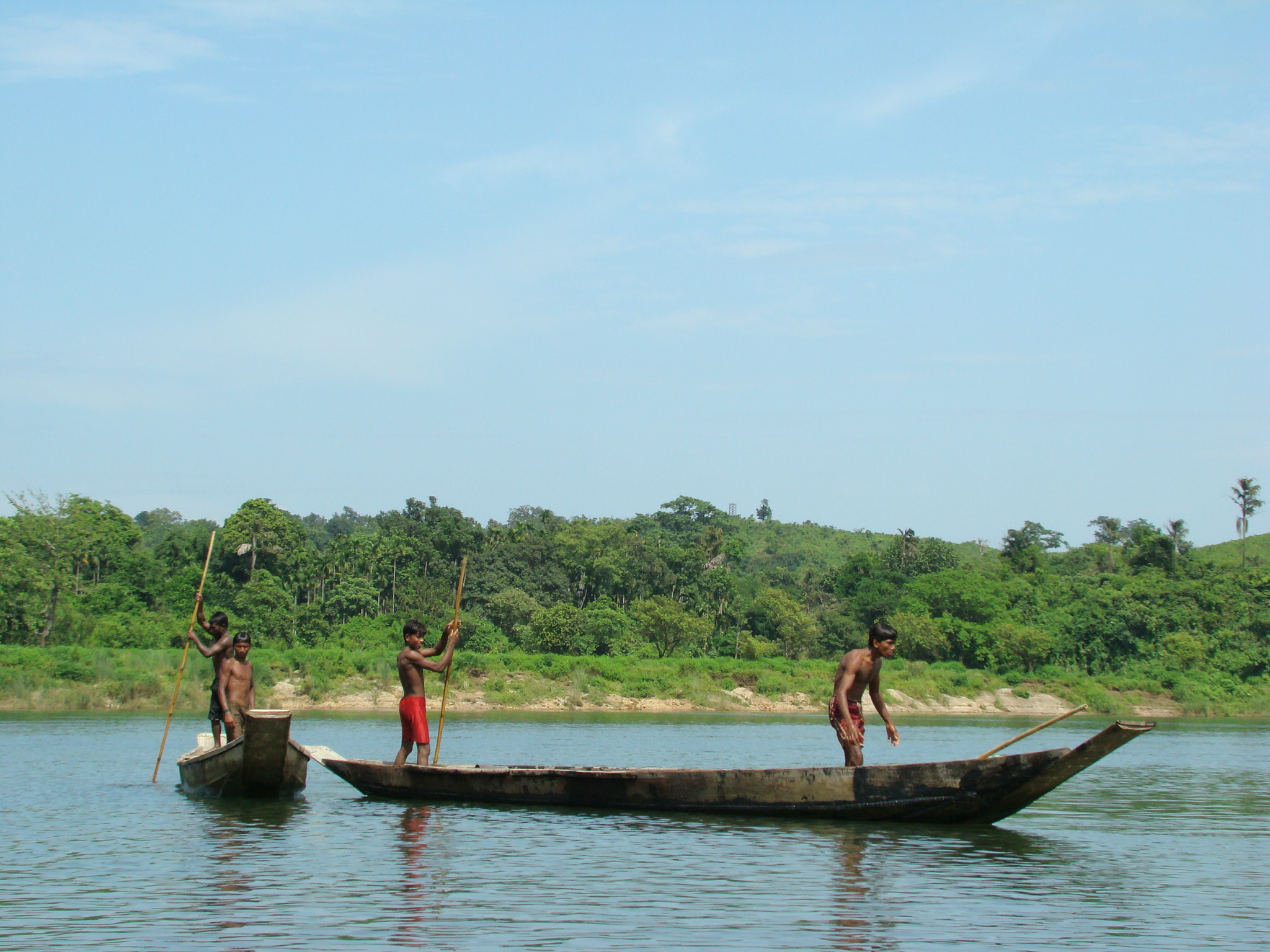
Barche
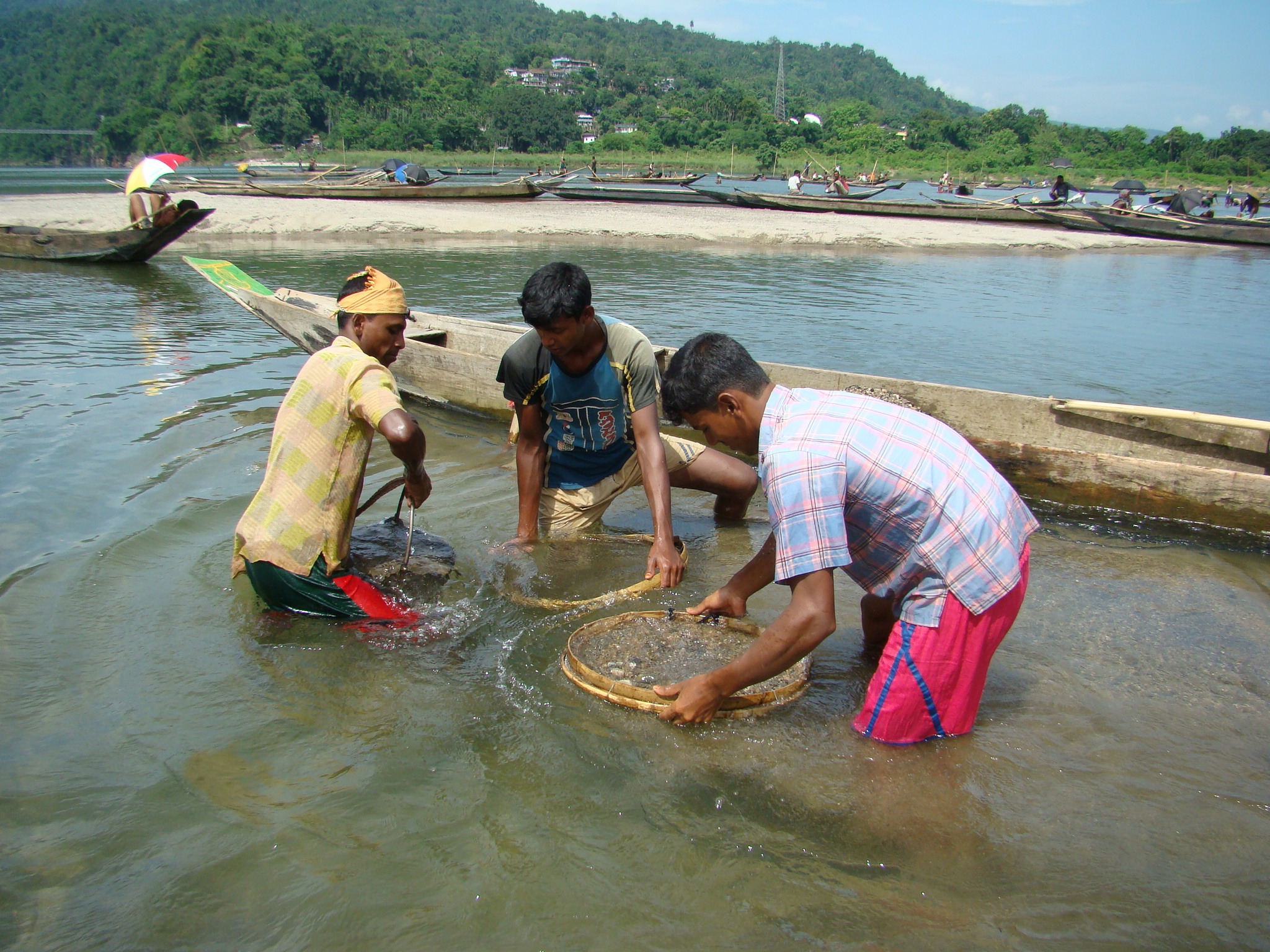
Raccolta di pietre
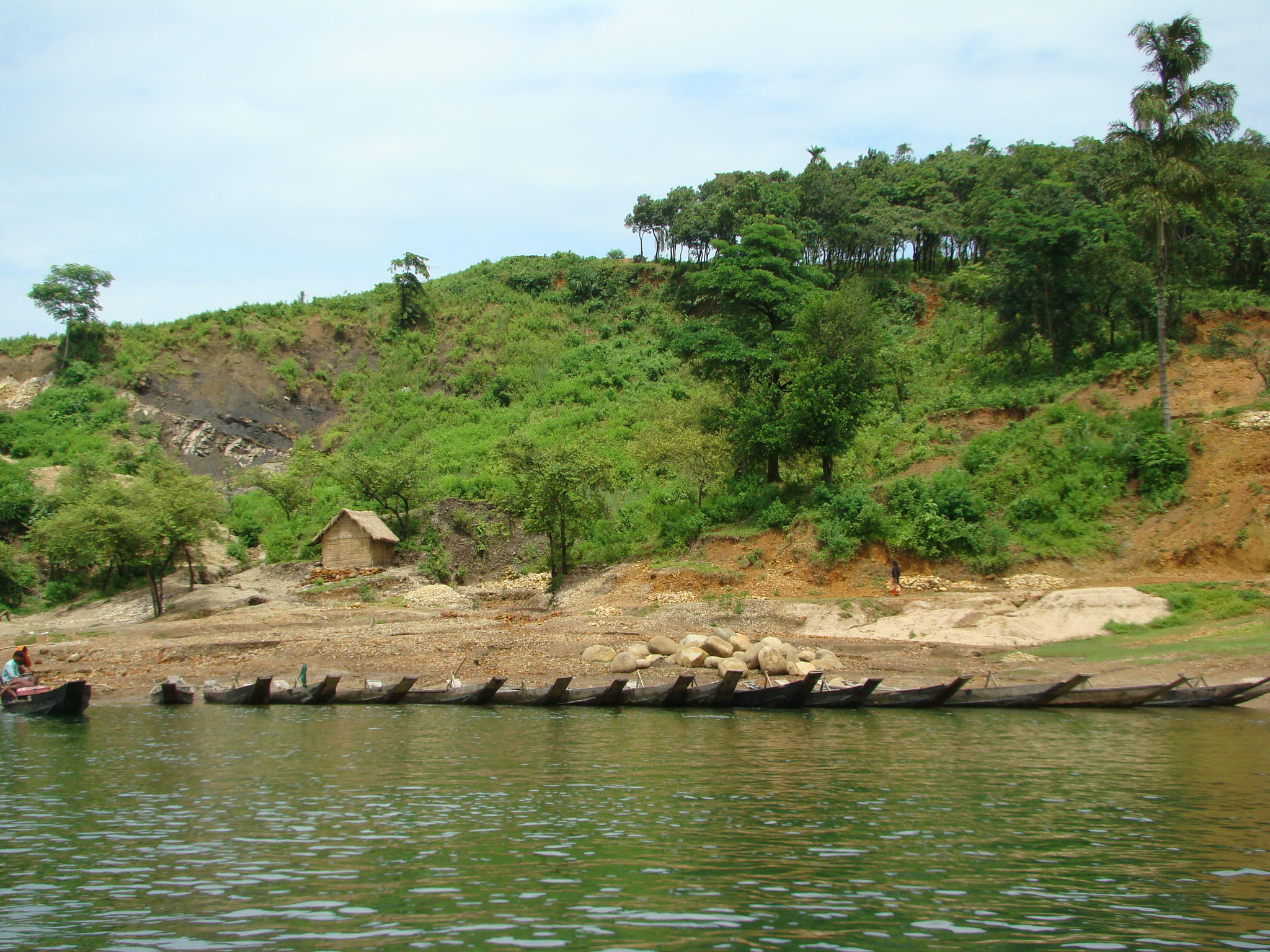
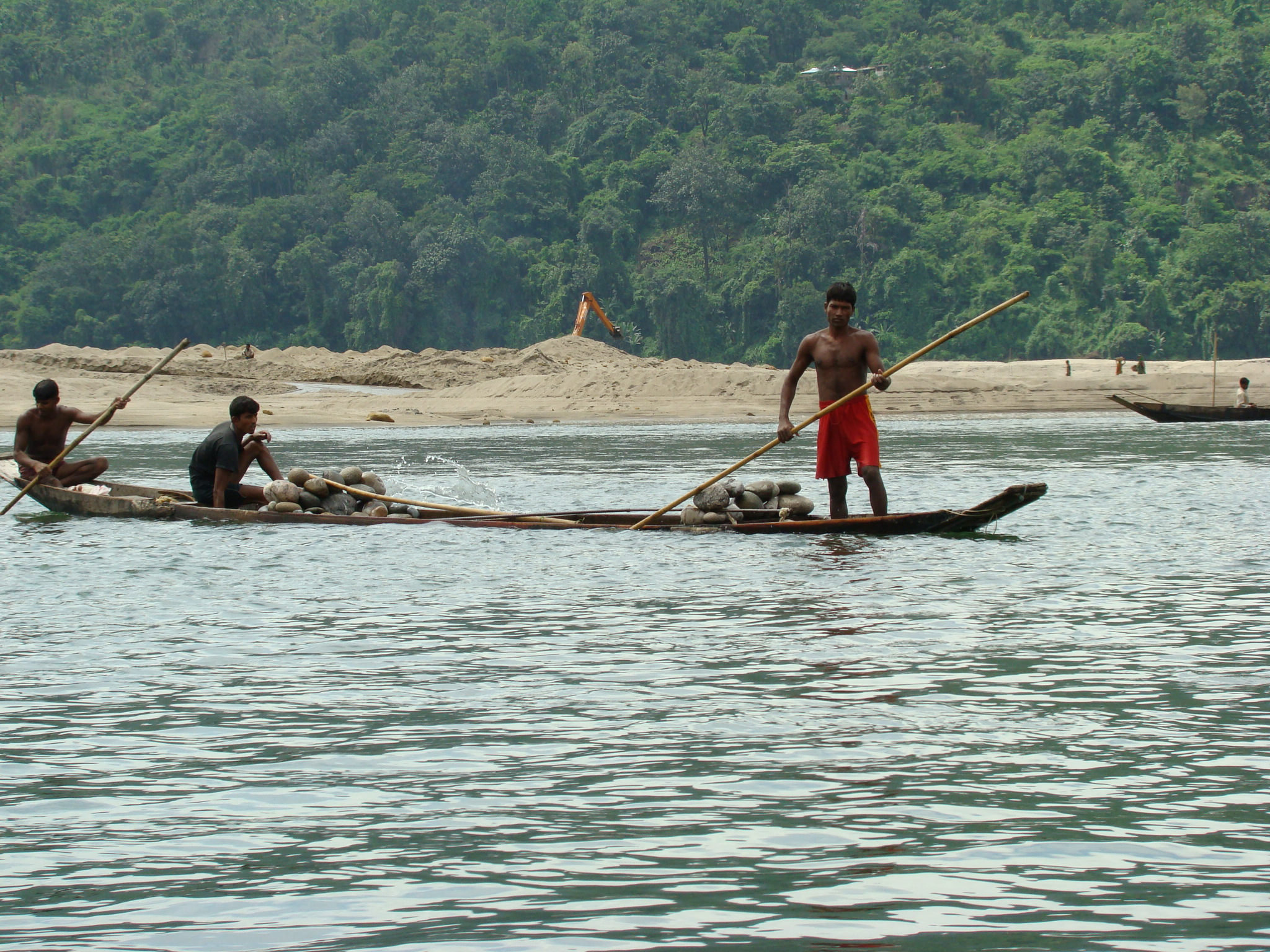
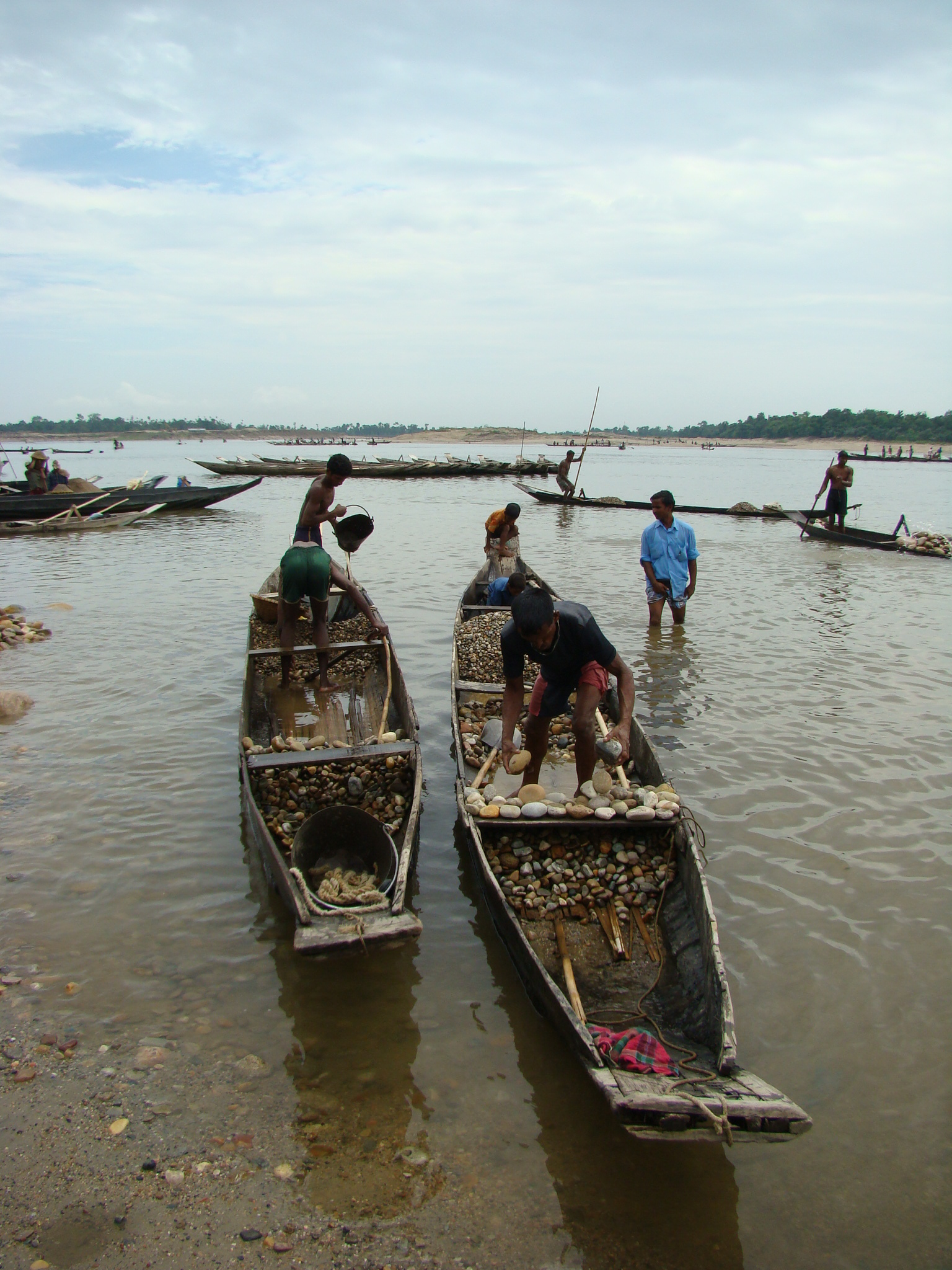
Barche
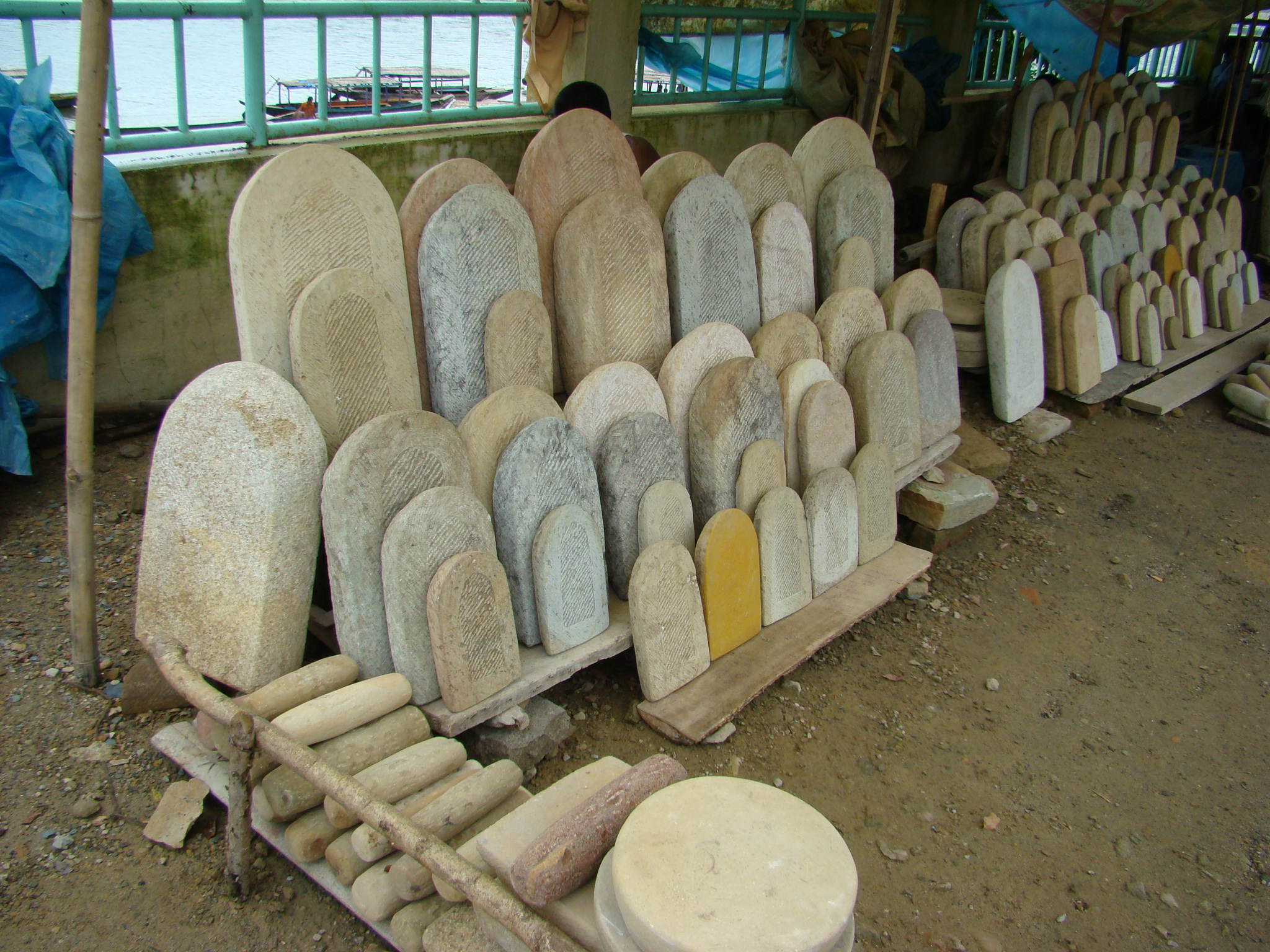
Pietre di quern in vendita a Jafflong
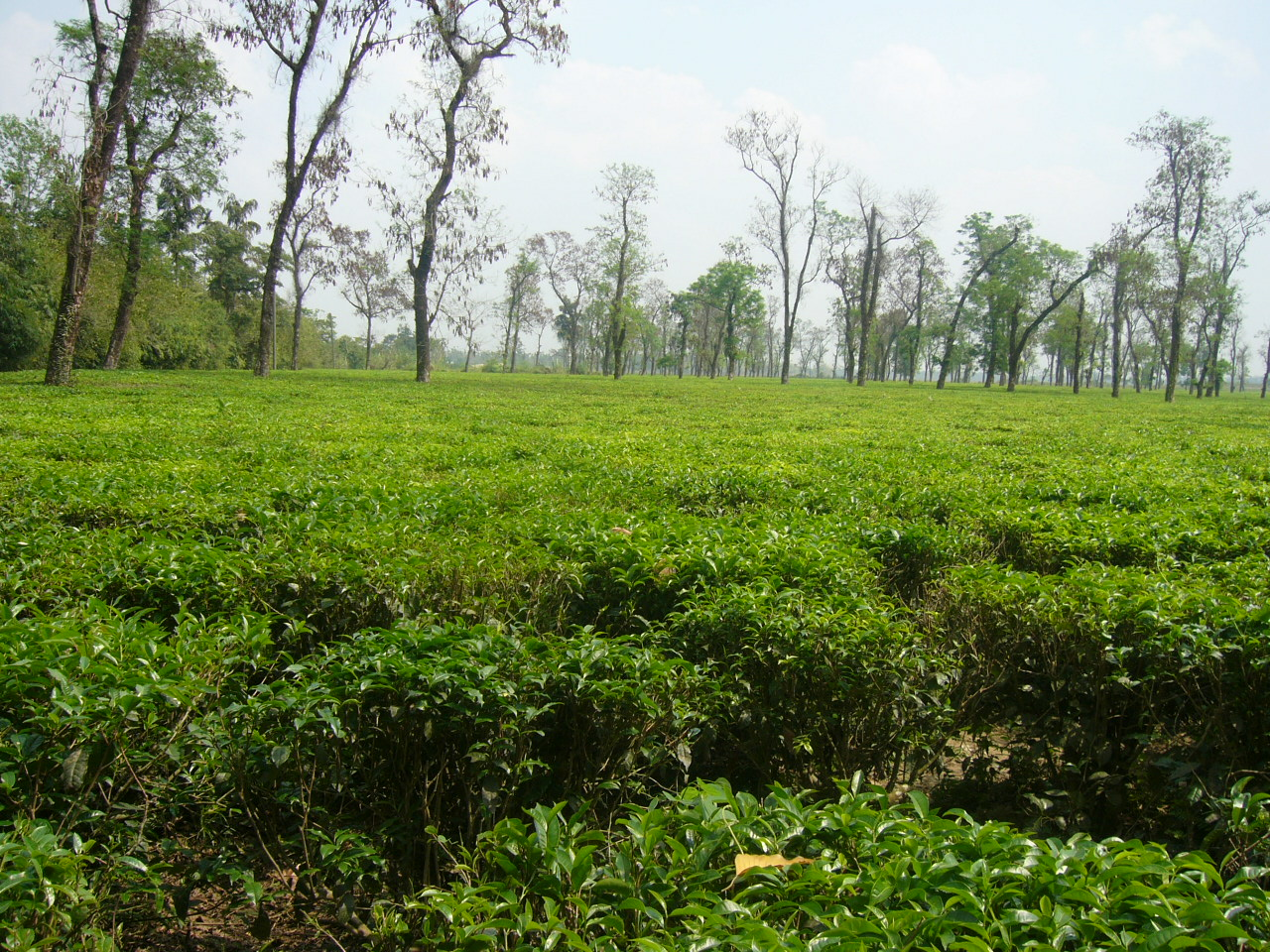
Piantagioni di tè a Jaflong
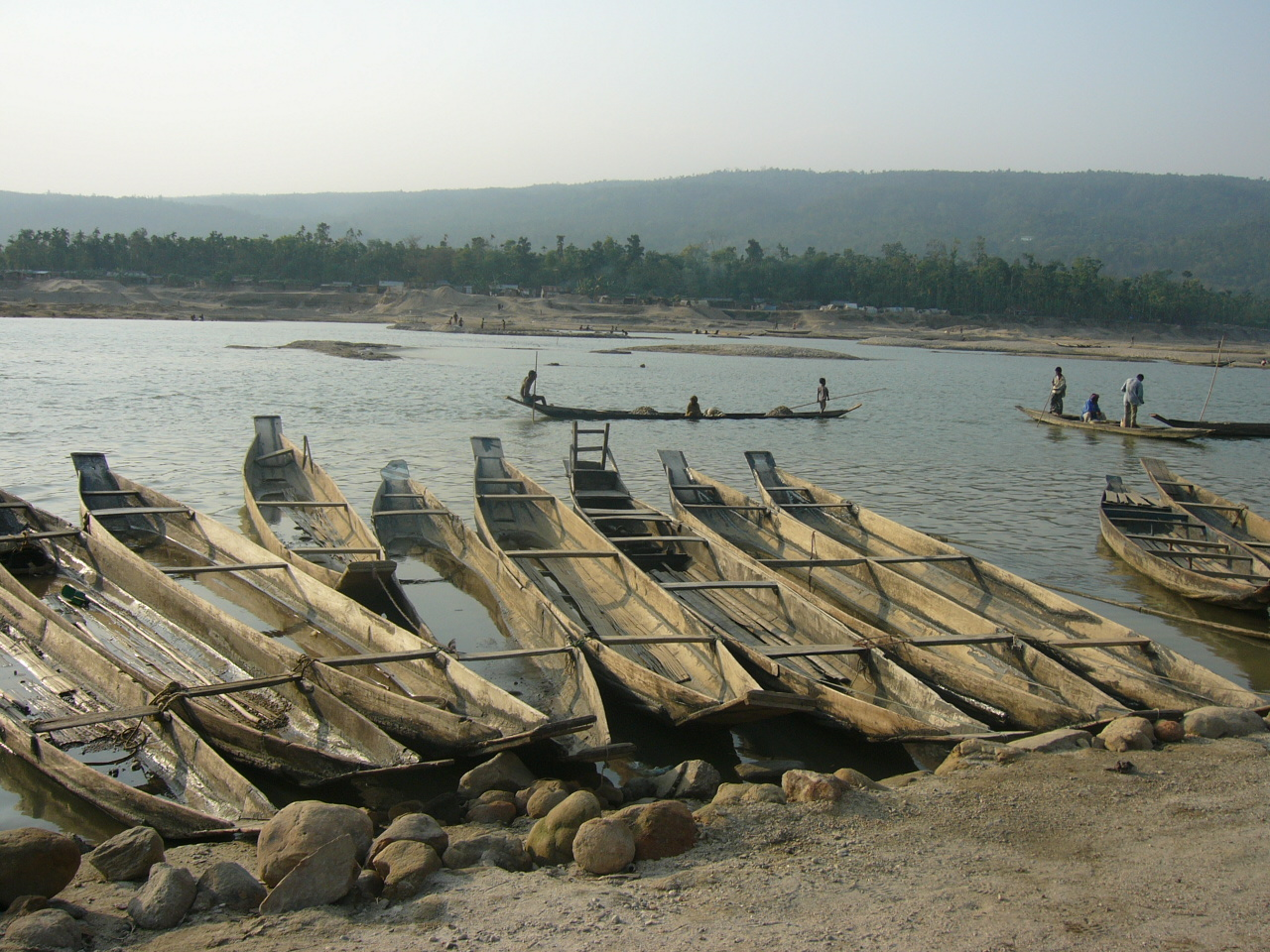
Barche
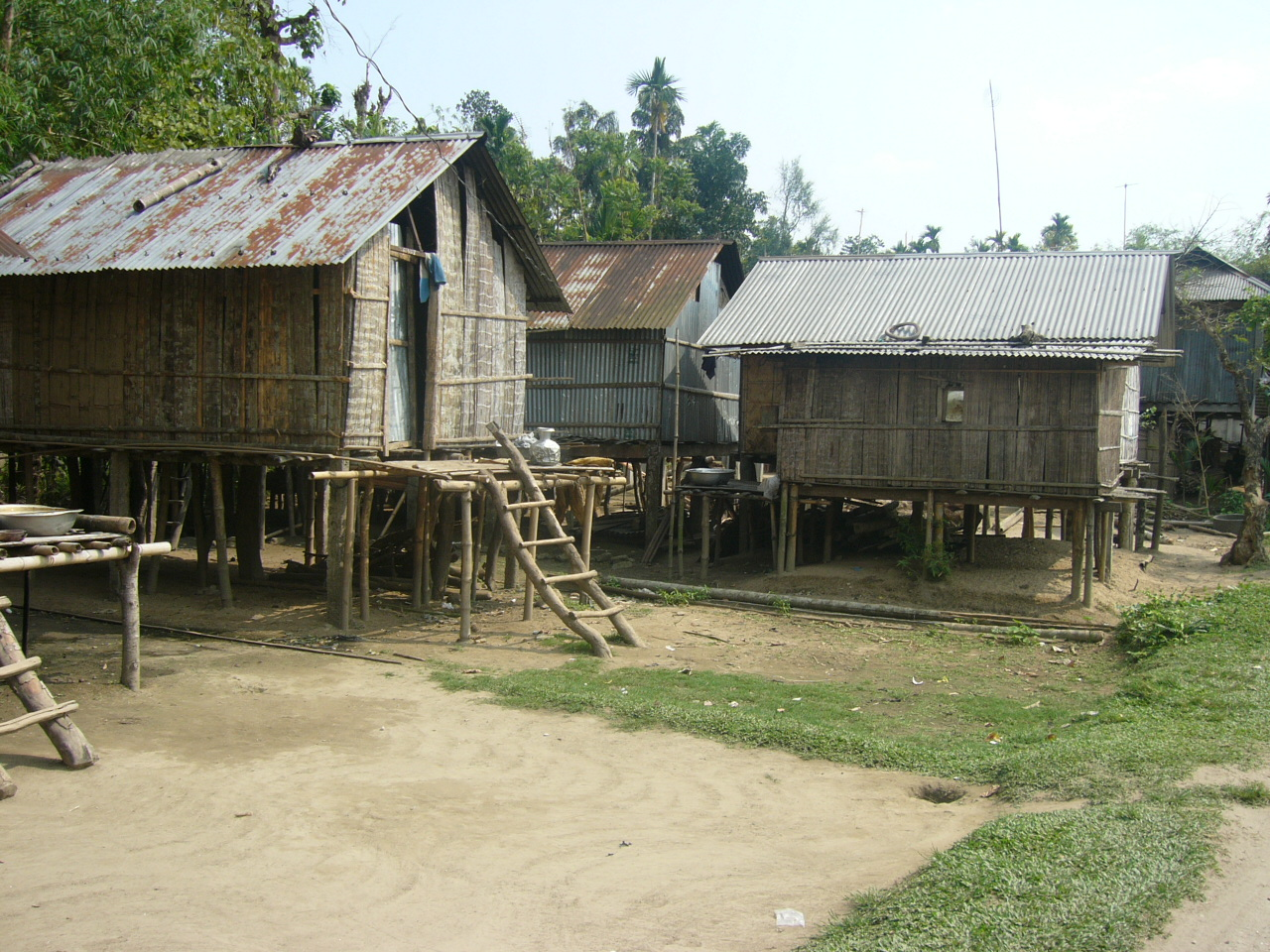
Case della tribù dei Khasia